# Alcocero de Mola
Alcocero de Mola é um município da Espanha na província de Burgos, comunidade autónoma de Castela e Leão, de área 8,26 km² com população de 53 habitantes (2004) e densidade populacional de 6,42 hab/km².

## Demografia
| Variação demográfica do município entre 1991 e 2004 | Variação demográfica do município entre 1991 e 2004 | Variação demográfica do município entre 1991 e 2004 | Variação demográfica do município entre 1991 e 2004 |
| --------------------------------------------------- | --------------------------------------------------- | --------------------------------------------------- | --------------------------------------------------- |
| 1991                                                | 1996                                                | 2001                                                | 2004                                                |
| 62                                                  | 63                                                  | 50                                                  | 53                                                  |